# فالاسيكلوفير
فالاسيكلوفير (بالإنجليزية: Valaciclovir)‏ هو دواء مضاد لفيروسات الهربس ويُستخدم لعلاج القوباء المنطقية وهربس الأعضاء التناسلية لدى الأشخاص ذوي الكفاءة المناعية، وكذلك من أجل السيطرة على الهربس التناسلي المتكرر عند الأشخاص المصابين بفيروس نقص المناعة البشرية. كما يسمح بمعالجة بعض الإصابات بالفيروس المضخم للخلايا. لدى المصابين بالايدز أو لدى المرضى الذين خضعوا لعملية زرع أعضاء أو زراعة نخاع العظم. لقد تم بحث تأثير الدواء في معالجة الحماق. من الناحية الكيميائية يشتق عقار أسيكلوفير من فالاسيكلوفير. فالفالتسيكلوبير في الجسم يتفكك لأسيكلوفير، لهذا يكون التوافر البيولوجي لفالاسيكلوفير أكبر من التوافر البيولوجي للأسيكلوفير. وهذا يعني أن وتيرة استخدام فالاسيكلوفير تكون أقل، مما يسهل في استخدام الدواء، ويُحسّن من تجاوب المريض للعلاج.

## الاحتياطات
نلاحظ حدوث اضطرابات عصبية أثناء استخدام فالاسيكلوفير لدى مرضى القصور الكلوي المزمن. هناك التباسات عقلية التي أدت إلى دخول المستشفى وترتبط مع رمع عضلي، والخمول، والإثارة والهلوسة. هذا يثير فكرة خطر السمية العصبية المرتبطة باستخدام فالتريكس ويسلط الضوء على المخاطر المرتبطة بالارتباط بين اختلال وظائف الكلى والجرعة الكبيرة. لذا ينبغي استخدام فالاسكلوفير بحذر عند المرضى المسنين الذين قد تتعرض وظائف الكلى لضعفهم وللأشخاص المصابين بضعف كلوي. من الضروري الآن تقدير وظائف الكلى قبل وصف الدواء ..
قد تكون مقاومة الفالسيكلوفير بواسطة HSV و VZV نتيجة طفرات في التيروزين كيناز الفيروسي (TK) و / أو بوليميريز الحمض النووي. آليات مقاومة الفالسيكلوفير في هذين الفيروسين هي نفسها. تم عزل معظم الطفرات المقاومة من المرضى الذين يعانون من نقص المناعة، وكانوا يعانون من نقص في الجينات التي ترمز المعارف التقليدية.

## آثار جانبية
- غثيان
- قيء
- الإسهال
- الصداع
- الطفح الجلدي
- جفاف الفم

نادر
- تشوهات وظائف الكلى (ارتفاع الكرياتين في البول، الفشل الكلوي الحاد )
- اضطرابات الدم (شذوذ الكريات البيض، قلة الصفيحات، فقر الدم اللاتنسجي، PTT / HUS )
- الاضطرابات العصبية (الهلوسة، السلوك العدواني، انخفاض الوعي)

## موانع
يمنع فالاسيكلوفير عند النساء الحوامل أو المرضعات وكذلك عند الأشخاص الذين يعانون من فرط الحساسية. ولذلك، ينبغي إعطاء الدواء فقط إذا كانت الأداة العلاجية تبرر المخاطر على الجنين. بالإضافة إلى ذلك، يتم إفراز أسيكلوفير، المستقلب الرئيسي لفالسيكلوفير، في حليب الثدي، ولكن لم يوجد فالاسيكلوفير نفسه في مصل الأم، وحليب الأم و البول حديثي الولادة.

## الأمن
فالاسيكلوفير ليس طفرات، مسرطنة، ولا ماسخة. في الواقع، لم يلاحظ أي فرق كبير في حدوث الأورام في وقت الاختبارات عند الفئران تعامل مع فالاسيكلوفير .

## الاستعمالات
عدوى فيروس الهربس البسيط 
فالاسيكلوفير يسمح علاج أول حلقة من الالتهابات التناسلية وللاتهابات المتكررة أيضا. الدواء يمنع التهابات العين (التهاب القرنية الطلائي، التهاب القرنية اللحمي والتهاب القرنية).
الجرعة النموذجية: 500 ملغ، مرتين يوميًا لمدة 10 أيام أثناء الحلقة الأولى؛ 1000 ملغ في اليوم في جرعة واحدة أو جرعتين لمدة 5 أيام خلال الحلقات المتكررة.
عند الناس مَنْقوصُ المَناعَة
عدوى فيروس الحماق النطاقية (VVZ)
فالاسيكلوفير فعال مثل الأسيكلوفير عند عدوى فيروس الهربس، لكن تأثيره أفضل في علاج القوباء المنطقية. في الواقع، يتيح التوافر البيولوجي العالي لحساسية أعلى بنحو 20 مرة. سيتم استخدام الدواء في الوقاية من الألم وكذلك للوقاية من مضاعفات العين. العلاج المضاد للفيروسات في غضون 72 ساعة من ظهور الطفح الجلدي يقلل من مدة الألم والطفح الجلدي ويقلل من الإصابة.
الجرعة النموذجية: 1000 ملغ من فالاسيكلوفير، 3 مرات يوميًا لمدة 7 أيام.

## العدوى الأخرى
هذا الجزيء المضاد للفيروسات فعال أيضًا في مكافحة الفيروس المضخم للخلايا (CMV) وفيروس إبشتاين بار (EBV) وفيروس الهربس. يساعد أيضا في علاج الحلقة الأولى من الالتهابات التناسلية. الدواء قد يمنع أيضا الالتهابات التناسلية المتكررة، والالتهابات الفموية وكذلك الهربس عن طريق الفم أو الالتهابات الناجمة عن الإشعاع.

## روابط خارجية
- DailyMed from the NIH